# Pierre-François Néron
Pour les articles homonymes, voir Néron.
Pierre-François Néron (1818-1860), est né à Bornay (Jura) le 21 septembre 1818, admis au Séminaire des Missions Étrangères de Paris le 1er août 1846, ordonné prêtre le 17 juin 1848 et mort martyr au Tonkin (Viêt Nam) le 3 novembre 1860, est le seul martyr du Jura.

## Biographie

### Jeunesse et vocation missionnaire
Né en 1818 à Bornay, il mène d'abord une vie insouciante. À 19 ans, empêché par son père d'aller danser, il passe la nuit à une lecture qui provoque sa conversion. Il s'agit du traité spirituel « Pensez-y bien ou Réflexions sur les quatre fins dernières » du P. Paul de Barry (en), jésuite, qui connaît un grand succès auprès des jeunes catholiques de son époque. Aidé par son curé, il se met alors à l'étude.
Pierre-François Néron a vingt ans lorsqu’il entre au petit séminaire de Nozeroy. De là, il passe au petit séminaire de Notre-Dame, à Vaux-sur-Poligny, puis au grand séminaire de Lons-le-Saunier. Entré laïque le 1er août 1846 au Séminaire des Missions étrangères de Paris, il reçoit l'ordination sacerdotale le 17 juin 1848.

### Activité missionnaire
Il part le 9 août 1848 pour le Tonkin occidental, aujourd'hui au nord du Viêt Nam. Arrivé à sa destination le 28 mars 1849, il étudie la langue au collège de Ke-vinh, puis est affecté à la paroisse de Hanoï. En 1852, il est chargé du  district de Kim-son ; puis en 1854, il est nommé supérieur du séminaire de Ke-vinh. En 1855, il administre la région de Sơn Tây. Sa présence ayant été signalée aux autorités, il est obligé de se cacher. En 1859, il passe tout son temps à la recherche d’un asile car beaucoup veulent qu'il s'éloigne. Le 6 août 1860, il est arrêté à Yen-tap, et emprisonné à Sơn Tây. Ayant déclaré devant les juges qu’il était venu au Tonkin « dans le but d’y prêcher l'Évangile », il est condamné à mort.

### Martyre
Il vit trois mois enfermé dans une cage minuscule, régulièrement battu de verges, privé de tout aliment pendant trois semaines puis il est décapité le 3 novembre 1860 près de Sơn Tây. Avant de mourir, il reçoit les excuses des vietnamiens qui l'ont dénoncé aux autorités, et il leur donne son pardon :

## Postérité
Il a été déclaré vénérable par Léon XIII le 13 février 1879, et bienheureux par Pie X, le 11 avril 1909 ; les solennités de sa béatification ont été célébrées à Saint-Pierre de Rome le 2 mai suivant. Il est canonisé le 19 juin 1988 par le Pape Jean-Paul II.
La paroisse Saint Pierre-François Néron du diocèse de Saint-Claude, doyenné de Lons-le-Saunier dans le Jura porte aujourd'hui son nom et comprend huit communes. 
En 1928, l'association des anciens et amis de Vaux qui réunit depuis 1912 les anciens des séminaires de Vaux-sur-Poligny et  du Jura, a décidé de faire du bienheureux Pierre François son patron et lui a érigé en 1931 un autel  en l’église de Vaux-sur-Poligny, chapelle du petit séminaire. L'autel est surmonté d'un socle qui porte la seule statue le représentant dans le diocèse. Cette statue a été empruntée temporairement pour la paroisse Saint Pierre-François Néron à l'occasion des vingt ans de sa canonisation par le Pape Jean-Paul II.